# Susanne Zimmer
Susanne Zimmer (født 9. juni 1960) er en dansk politiker der indtil 9. marts 2020 var medlem af Folketinget for Alternativet.
Hun blev valgt ind ved Folketingsvalget 2019 i Nordjyllands Storkreds.
Efter kritik af Josephine Fock meddelte Uffe Elbæk, Rasmus Nordqvist, Susanne Zimmer og Sikandar Siddique den 9. marts 2020, at de forlod partiet til fordel for at blive løsgængere. Dermed gik Alternativets folketingsgruppe fra fem til kun et enkelt medlem. Hun blev senere medstifter af-, og dermed også folketingsmedlem for, partiet Frie Grønne. Ved Folketingsvalget i 2022 kom Frie Grønne ikke over spærregrænsen og Zimmer mistede derfor sit mandat. 